# Хум (Бузет)
Хум (итал. Colmo) је градић у северозападној Хрватској и „најмањи град на свету”.

## Географија
Хум се налази у централном делу Истре, 7 km од Роча и 14 km југоисточно од Бузета, на надморској висини од 349 м.

## Знаменитости
- Очувани градски бедеми
- Жупна црква Маријиног Узнесења саграђена 1802. године
- Романичка црква Св. Јеронима из 12. века, осликана фрескама под византијским утицајем, са много глагољских натписа и графита (Хум је иначе један од најпознатијих средиште глагољаштва од 11. века[тражи се извор])

## Занимљивости
- Хум је према Гинисовој књизи рекорда најмањи град на свету са својих 17 становника.[1]
- У Хуму је до данас сачуван обичај „бирања жупана на лето дан” кад сви мушкарци из жупе у градској ложи урезивањем гласова на дрвени штап „рабош” бирају сеоског поглавара
- Позната је гастрономска понуда Хумске конобе, јединог места где се може добити „биска”, лековита ракија од имеле, која се прави према вековима старом рецепту[тражи се извор].

## Становништво
Према последњем попису становништва из 2001. године у насељу Хум живело је 17 становника који су живели у 4 породична домаћинстава.
Кретање броја становника по пописима 1857—2001.
| година пописа  | 1857. | 1869. | 1880. | 1890. | 1900. | 1910. | 1921. | 1931. | 1948. | 1953. | 1961. | 1971. | 1981. | 1991. | 2001. |
| бр. становника | 84    | 91    | 101   | 102   | 114   | 119   | 976   | 851   | 86    | 67    | 40    | 24    | 32    | 23    | 17    |

Напомена:У 1921. и 1931. садржи податке за насеља Брнобићи, Ерковчићи, Котли и Крас, а у 1931. за насеља Бенчићи и Дуричићи.

## Галерија
- Хум —најмањи град на свету
- Хум
- Црква св. Јеронима у Хуму
- Улица у Хуму

- Bruyn, Pippa de; James, Beckett; Mastrini, Hana; Baker, Mark Raphael; Olson, Karen L.; Charlton, Angela; Bain, Keith (2009). Frommer's Eastern Europe (Frommer's Complete). Frommers.